# Ellen Osiier
Ellen Ottilia Osiier nata Thomsen (Hjørring, 13 agosto 1890 – Copenaghen, 6 settembre 1962) è stata una schermitrice danese, l'unico cittadino danese ad aver mai vinto una medaglia d'oro nel fioretto individuale ai giochi olimpici.

## Biografia
Ellen Ottilia Thomsen nasce a Hjørring nel 1890. Nel 1919 sposa lo schermidore danese Ivan Osiier, vincitore della medaglia argento a Stoccolma 1912 nella spada individuale e partecipante a sette edizioni dei Giochi olimpici. 
A 34 anni lei conquista la medaglia d'oro nel fioretto ai Giochi della VIII Olimpiade, diventando l'unico cittadino danese ad aver mai conquistato l'oro in questa disciplina. Alla gara partecipano altre due danesi Grete Heckscher, che conquista il bronzo, e Yutta Barding, che nonostante la maggior esperienza non riesce a qualificarsi.